# Fotometeor
Fotometeor je optický úkaz - světelný jev v atmosféře vyvolaný odrazem, rozptylem, lomem či interferencí slunečního, případně i měíčního světla.
Mezi fotometeory se řadí: 
- Halové jevy
- Koróna
- Irizace oblaků
- Gloriola/glórie
- Duha
- Zrcadlení (fata morgána)
- Soumrakové jevy
- Krepuskulární paprsky
- Scintilace

a další...